# Исааковский Рождество-Богородицкий монастырь
Исааковский Рождество-Богородицкий монастырь (также Исаков Пошехонский монастырь, Исакова пустынь) — действующий монастырь Рыбинской епархии Русской православной церкви, расположенный в деревне Пустынь Первомайского района Ярославской области.

## История
25 ноября 1659 жители села Исакова обрели на иве св. икону с изображением Рождества Пресвятой Богородицы. 
Монастырь был основан старцем Ефремом в 1659 году, на месте явления почитаемой Исааковской иконы Рождества Пресвятой Богородицы. 
13 января 1662 митрополит Ростовский и Ярославский Иона на имя священника села Исакова Иоанна Вакулова дал грамоту с благословением о строительстве на месте явления иконы церкви с тремя престолами: во имя Рождества Богородицы, Рождества Иоанна Предтечи и вмч. Параскевы Пятницы.
В 1667 церковь была построена старцем Ефремом.
После екатерининской секуляризационной реформы 1764 года он должен был быть упразднён, однако вместо этого в 1766 году стал заштатным и общежительным (то есть — не получал государственного финансирования, а всем необходимым обитатели монастыря обеспечивались за его счёт, предоставляя в его распоряжение собственный труд) по ходатайству братии (на тот момент монастырь был мужским).
В 1900 году обитель была преобразована в женскую.
В 25 вёрстах от монастыря находилась почтово-телеграфная станция «Семёновское».
В 1909 году за монастырём числилось 498 десятин и 2326 квадратных саженей земли, не считая двух десятин при монастырской мельнице на реке Ухтоме. В монастыре были выстроены два двухэтажных корпуса для насельниц и две деревянные гостиницы для паломников, два дома причта, скотный двор, кирпичный завод, ветряная мельница и два деревянных дома в Пошехонье. В селе Исаково работала монастырская школа. Монастырский капитал составлял 53 536 рублей, причтовый — 24 775 рублей.
После революции 1917 года монастырь был закрыт и осквернён: в его главном храме были размещены клуб и совхозная контора. К концу XX века здания монастыря были заброшены и пришли в запустение.

## Храмы монастыря
Деревянная церковь монастыря сгорела в 1750 году, вместо нее в 1758 году был построен каменный храм с тремя престолами:
- рождества Пресвятой Богородицы;
- рождества Иоанна Предтечи;
- Николая Чудотворца.

Храмовые праздники отмечались 9 (22 по новому стилю) мая, 24 июня (7 июля), 8 (21) сентября и 6 (19) декабря. Отмечался также день явления Исааковской иконы — 25 ноября (5 декабря) — которая хранилась в монастыре и считалась чудотворной.

## Современное состояние
В 2006 году администрация Первомайского муниципального района приняла решение о передаче обители в ведение Ярославской епархии Русской православной церкви для восстановления. В настоящее время монастырь функционирует как архиерейское подворье. К 2013 году в братском корпусе монастыря был освящен домовый храм во имя Серафима Саровского. В 2016 году специально для обители была написана икона Рождества Пресвятой Богородицы, которая была доставлена в монастырь с крестным ходом. В день перенесения мощей Иоанна Златоуста 9 февраля 2019 года епископ Рыбинский и Даниловский Вениамин (Лихоманов) освятил колокола новой звонницы обители.

## Количество монашествующих
| Год  | Количество |
| ---- | ---------- |
| 1766 | 20         |
| 1908 | 107        |
| 2014 | 2          |
| 2016 | 1          |

## Известные насельники
- старец Ефрем — основатель монастыря[1].
- Пахтусова Анна Платоновна (20 февраля 1875 года, Вологодская губерния, Вельский уезд, деревня Давыдовская — после 1933 года) — до 1918 года в течение пятнадцати лет была послушницей монастыря[8], впоследствии — псаломщицей и просфорницей в деревне Новый Погост родного уезда[9]. 11 апреля 1933 года была арестована за «контрреволюционную агитацию и участие в контрреволюционной группировке церковников-иосифлян». 9 июля того же года была осуждена тройкой ОГПУ[9] на трехлетнюю ссылку, которую начала отбывать в республике Коми в Сыктывкаре. Дальнейшая судьба неизвестна. Анна Пахтусова была реабилитирована 29 сентября 1989 года.
- монахиня Елизавета (Николаева) — на 2019 год единственная постоянная насельница монастыря[4][6][7].